# Pazušna arterija
Pazušna arterija (lat. arteria axillaris) je velika krvna žila koja krvlju opskrbljuje gornje udove, lateralni dio prsnog koša i pazuh.
Pazušna arterija distalni je nastavak toka potključne arterije (lat. arteria subclavia).

## Tijek
Pazušna arterija se proteže od prostora između ključne kosti (lat. clavicula) i prvog rebra do donjeg ruba velikog oblog (lat. musculus teres major) odnosno velikog prsnog mišića (lat. m. pectoralis major), gdje se na nju nastavlja nadlaktična arterija (lat. arteria brachialis).
Zajedno s istoimenom venom i nadlaktičnim živčanim spletom nalazi unutar izdanka dubokog lista vezivne ovojnice vrata.
Pazušna arterija daje sljedeće grane:

Proksimalno
- a. thoracica suprema (lat.)

U sredini
- a. thoracoacromialis (lat.)
- a. thoracica lateralis (lat.)

Distalno
- a. subscapularis (lat.)
- a. circumflexa humeri anterior (lat.)
- a. circumflexa humeri posterior (lat.)

## Topografski odnosi

#### Ispred:
Proksimalno
- prednji nazupčani mišić (lat. m. serratus anterior)

U sredini
- mali prsni mišić (lat. m. pectoralis minor)

Distalno
- veliki prsni mišić (lat. m. pectoralis major)

#### Iza:
Proksimalno
- n. thoracicus longus (lat.)

U sredini
- podlopatični mišić (lat. m. subscapularis)

Distalno
- veliki obli mišić (lat. m. teres major)
- najširi leđni mišić (lat. m. latissimus dorsi)
- n. radialis (lat.)
- n. axillaris (lat.)

#### Medijalno:
- pazušna vena (lat. v. axillaris)
- n. ulnaris (lat.)
- n. cutaneus brachii et antebrachii medialis (lat.)

#### Lateralno:
- kljunastonadlaktični mišić (lat. m. coracobrachialis)
- nervus musculocutaneus (lat.)